# Hubert Joly
Hubert Joly, född 1 augusti 1959 i Laxou, är en affärsman och Harvard Business School-fakultetsmedlem som tidigare fungerat som ordförande och VD för Best Buy. Han är också tidigare president, VD och direktör för Carlson, ett globalt hotell- och reseföretag baserat i Minneapolis.
Han tog examen från HEC Paris och Sciences Po Paris (1983).
2018 utsåg den amerikanska tidningen Harvard Business Review honom till en av de 100 mest framgångsrika cheferna i världen.

## Biografi
Efter studier vid HEC och Sciences Po Paris tillbringade han 13 år på McKinsey, från 1983 till 1996, som konsult och sedan som biträdande direktör i olika huvudstäder (San Francisco, Tokyo, New York, Paris). Han var sedan VD för EDS France från 1996 till 1999 och är nu intresserad av att förvandla företaget med hjälp av ny teknik.
Från 1999 till 2001 var han general manager för Havas Interactive (Vivendi Games), sedan var han medlem av ledningsgruppen för Vivendi Universal fram till 2004, och deltog i räddningen av gruppen.
2004 blev han VD för Carlson Wagonlit Travel och 2008 blev han VD för Carlson Group fram till 2012. Han blev sedan VD för Best Buy, ett företag i problem, vilket han vände om genom ett särskilt fokus på den mänskliga aspekten av koncernen. 2019 överförde han ledningen till Corie Barry och förblev VD till juni 2020.
Den vägledande principen är att sätta människor i centrum för företaget. Han vill träna chefer att hitta mening i sina handlingar, en mening som inte är strikt kapitalistisk. Det finansierar inrättandet av Joly Family Purposeful Leadership Chair vid HEC Paris, inrättad den 4 juli 2018.
Han är också intresserad av musik och utvecklingen av handelsförbindelserna mellan Frankrike och USA.